# ARAS (software)
ARAS (A Radio Automation System) es un programa libre para la automatización de emisoras de radio. Se compone de un reproductor para ejecución en segundo plano, un reproductor y un grabador. Se configura mediante un fichero de configuración, un fichero de descripción de horario y un fichero de descripción de bloques. Un fichero de registro recoge los datos sobre el trabajo del planificador.
ARAS usa la librería multimedia GStreamer como base para la reproducción y la grabación de programas. Por ello, es capaz de reproducir gran variedad de formatos multimedia, así como recibir contenidos tanto desde ficheros locales como flujos a través de internet.
ARAS soporta ALSA, JACK Audio Connection Kit, OSS, OSS4 y PulseAudio. Además, ofrece la posibilidad de enviar su salida como audio PCM hacia un archivo o un archivo de dispositivo.

## Características
Algunas características del ARAS son las siguientes:
- Reproducción de un gran número de formatos multimedia
- Trabaja con ALSA, JACK Audio Connection Kit, OSS, OSS4, PulseAudio y flujos PCM
- Recepción de contenido desde archivos o servidores de flujos
- Señales horarias
- Señal de intervalo
- Bloques compuestos de un solo archivo, una lista de reproducción, un conjunto de archivos aleatorios, un archivo aleatorio y dos bloques entrelazados
- Fundido de salida en la terminación de los bloques
- Planificación de las transmisiones de modo flexible o inflexible